# Alchemilla hoppeaniformis
Alchemilla hoppeaniformis är en rosväxtart som beskrevs av S. Fröhner. Alchemilla hoppeaniformis ingår i släktet daggkåpor, och familjen rosväxter. Inga underarter finns listade i Catalogue of Life.